# Шри Ланка на Светском првенству у атлетици у дворани 2010.
Шри Ланка је учествовали на Светском првенству у атлетици у дворани 2010. одржаном у Дохи од 12 до 14. марта трећи пут. Репрезентацију Шри Ланке представљала је 1 такмичарка која се такмичила у скоку удаљ.
Атлетичарка Шри Ланке није освојила медаљу али је оборила национални рекорд.

## Учесници
Жене:
- C.D.Priyadharshani Nawanage — Скок удаљ

### Жене
| Атлетичарка                 | Дисциплина | Лични рекорд | Квалификације | Квалификације | Полуфинале            | Полуфинале            | Финале                | Финале       | Детаљи |
| Атлетичарка                 | Дисциплина | Лични рекорд | Резултат      | Место         | Резултат              | Место                 | Резултат              | Место        | Детаљи |
| --------------------------- | ---------- | ------------ | ------------- | ------------- | --------------------- | --------------------- | --------------------- | ------------ | ------ |
| C.D.Priyadharshani Nawanage | Скок удаљ  |              | 6,06 НР       | 19.           | Није се квалификовала | Није се квалификовала | Није се квалификовала | 19 / 21 (22) |        |